# Mount Carnes
Mount Carnes är ett berg i en del av Östantarktis som Nya Zeeland gör anspråk på. Toppen når 1 798 meter över havet.
Terrängen runt Mount Carnes är kuperad åt nordväst, men åt sydost är den bergig. Mount Carnes ligger uppe på en höjd som går i öst-västlig riktning.